# Elezioni presidenziali in Gambia del 2021
Le elezioni presidenziali in Gambia del 2021 si sono tenute il 4 dicembre ed hanno visto la vittoria del Presidente uscente Adama Barrow.

## Risultati
| Adama Barrow           | Partito Nazionale del Popolo                                             | 457 519 | 53,23 |  |  |  |  |  |
| Ousainou Darboe        | Partito Democratico Unito                                                | 238 253 | 27,72 |  |  |  |  |  |
| Mama Kandeh            | Congresso Democratico del Gambia                                         | 105 902 | 12,32 |  |  |  |  |  |
| Halifa Sallah          | Organizzazione Democratica del Popolo per l'Indipendenza e il Socialismo | 32 425  | 3,77  |  |  |  |  |  |
| Essa Faal              | Indipendente                                                             | 17 206  | 2,00  |  |  |  |  |  |
| Abdoulie Ebrima Jammeh | Partito dell'Unione Nazionale                                            | 8 252   | 0,96  |  |  |  |  |  |
| Totale                 | Totale                                                                   | 859 557 | 100   |  |  |  |  |  |
|                        |                                                                          |         |       |  |  |  |  |  |
| Voti non validi        | Voti non validi                                                          | 0       | 0,00  |  |  |  |  |  |
| Votanti                | Votanti                                                                  | 859 557 | 89,34 |  |  |  |  |  |
| Elettori               | Elettori                                                                 | 962 157 |       |  |  |  |  |  |